# Abby Larson
Abby Larson (ur. 19 kwietnia 1979 w Saint Paul) – amerykańska biegaczka narciarska. Była uczestniczką Zimowych Igrzysk Olimpijskich w Turynie (2006).

## Osiągnięcia

### Igrzyska olimpijskie
| Miejsce | Dzień     | Rok  | Miejscowość | Konkurencja                          | Czas biegu  | Strata       | Zwyciężczyni         |
| ------- | --------- | ---- | ----------- | ------------------------------------ | ----------- | ------------ | -------------------- |
| 56.     | 12 lutego | 2006 | Pragelato   | 15 km bieg łączony                   | 48:47,5 min | +5:58,8 min  | Kristina Šmigun-Vähi |
| 57.     | 16 lutego | 2006 | Pragelato   | 10 km stylem klasycznym              | 32:09,0 min | +4:17,6 min  | Kristina Šmigun-Vähi |
| 47.     | 24 lutego | 2006 | Pragelato   | 30 km stylem dowolnym (start masowy) | 1:32:59,1 h | +10:26,5 min | Kateřina Neumannová  |

### Mistrzostwa świata juniorów
| Miejsce | Dzień    | Rok  | Miejscowość                   | Konkurencja            | Czas biegu  | Strata      | Zwyciężczyni    |
| ------- | -------- | ---- | ----------------------------- | ---------------------- | ----------- | ----------- | --------------- |
| 44.     | 3 lutego | 1999 | Saalfelden am Steinernen Meer | 5 km stylem klasycznym | 16:06,4 min | +1:42,9 min | Lina Andersson  |
| 39.     | 7 lutego | 1999 | Saalfelden am Steinernen Meer | 15 km stylem dowolnym  | 46:49,6 min | +5:29,1 min | Zuzana Kocumová |